# Doré de Saxe
Le doré de saxe (Sachsengold) est un lapin de petite race peu répandu, originaire de Saxe.

## Histoire
Il est apparu en 1953 en Allemagne de l'Est, après des décennies de sélection, entreprise au départ par Richard Beunack, habitant de Röhrsdorf et poursuivie par son fils ; il est issu d'un croisement entre le lapin fauve et le lapin feu noir. Cette race a été admise au standard allemand en 1961 et au standard français en 1984.

## Description
On peut le reconnaître grâce à sa couleur rouge/or lumineux, le dessous du corps étant un plus pâle et mat.
Ses oreilles, très consistantes et velues, mesurent entre 8 et 10 cm, et iIdéalement entre 8,5 et 9,5 cm.     
Sa fourrure est dense et assez lustrée.     
Son corps est court, trapu et arrondi, et il a une petite tête courte, forte et large chez le mâle, et plus fine chez la femelle.  

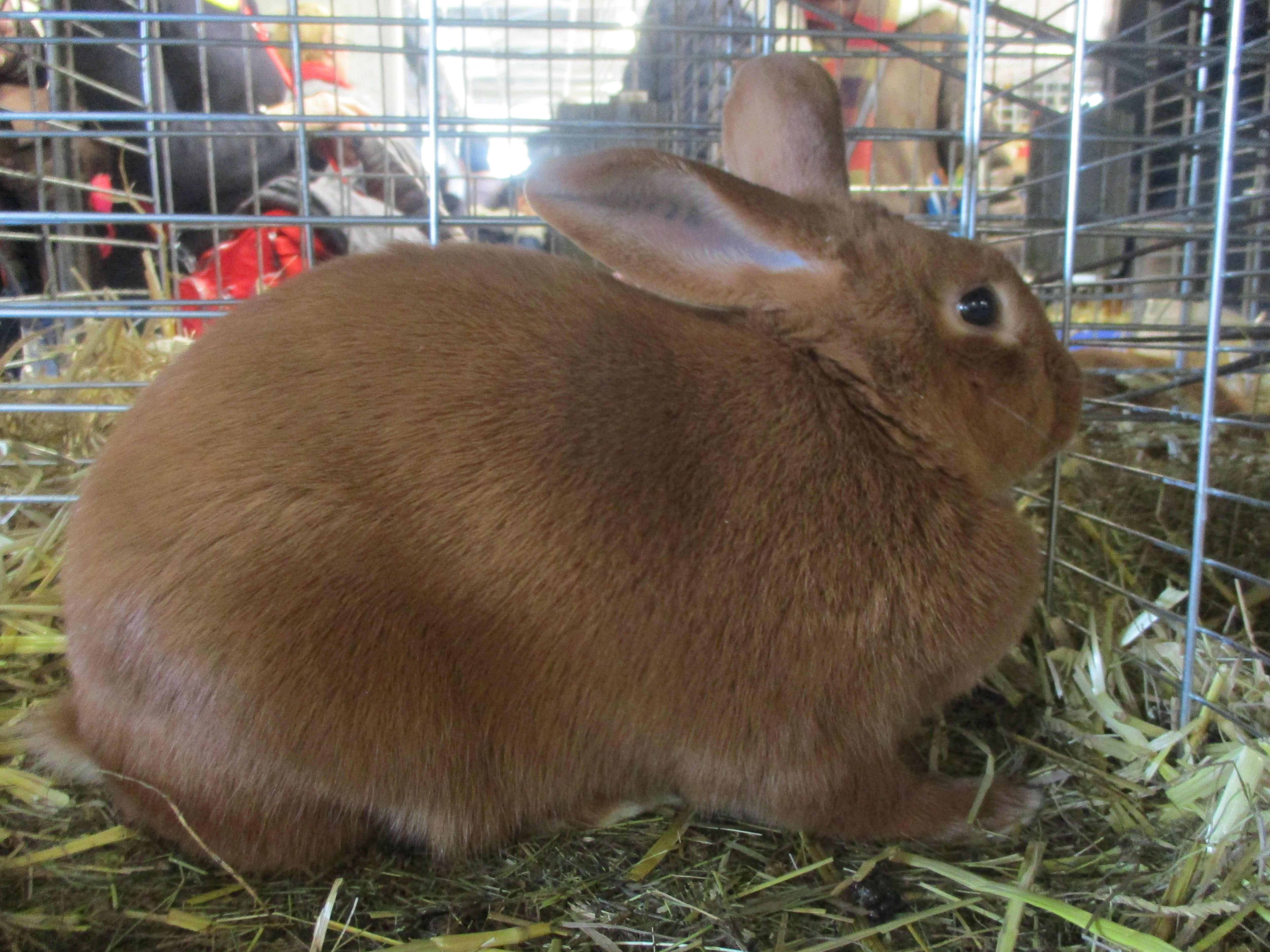
Doré de Saxe au Salon international de l'agriculture 2018.

## Élevage
L'âge de reproduction se situe vers 7 à 9 mois
Maladie génétique connue : prognathisme mandibulaire  
État de l'élevage (2014) : 30 éleveurs - 150 reproducteurs